# قرار مجلس الأمن التابع للأمم المتحدة رقم 1124
قرار مجلس الأمن التابع للأمم المتحدة رقم 1124، المتخذ بالإجماع في 31 تموز / يوليو 1997، بعد إعادة التأكيد على جميع القرارات المتعلقة بجورجيا، ولا سيما القرار 1096 (1997)، مدد المجلس ولاية بعثة مراقبي الأمم المتحدة في جورجيا حتى 31 كانون الثاني / يناير 1998.
وأشار مجلس الأمن إلى أن مراقبي بعثة مراقبي الأمم المتحدة في جورجيا وقوة حفظ السلام التابعة لرابطة الدول المستقلة قد عملوا على تحقيق الاستقرار في منطقة الصراع في جورجيا. ومع ذلك، فقد تعرضت منطقة غالي لزعزعة استقرار الجماعات المسلحة والجريمة وزرع الألغام الأرضية. وتم تذكير كل من جورجيا وأبخازيا بأن المساعدة من المجتمع الدولي تعتمد على استعدادهما لحل المشكلة سلمياً.
وكان هناك قلق من استمرار الجمود في المفاوضات بين الطرفين. وأيد المجلس خطط الأمين العام كوفي عنان للقيام بدور أكثر فاعلية في عملية السلام. كان هناك اجتماع من المقرر عقده في جنيف لتحديد المجالات التي يمكن إحراز تقدم ملموس فيها. وقد أُدينت جميع أعمال القتل والعنف العرقيين، بالإضافة إلى ربط الجانب الأبخازي عودة اللاجئين والمشردين بوضعها السياسي. وفي هذا الصدد، طُلب من أبخازيا الإسراع بالعودة الطوعية للمشردين، بموجب جدول زمني اقترحته مفوضية الأمم المتحدة لشؤون اللاجئين وفقًا للقانون الدولي.
ومُددت ولاية بعثة مراقبي الأمم المتحدة في جورجيا حتى 31 كانون الثاني / يناير 1998 ولكنها كانت تعتمد على التطورات المتعلقة بقوة حفظ السلام التابعة لرابطة الدول المستقلة. ويقدم الأمين العام تقريراً عن الوضع في أبخازيا وجورجيا بعد ثلاثة أشهر من اتخاذ القرار الحالي. واختتم القرار بإعلان مجلس الأمن عزمه على إجراء مراجعة لتفويض بعثة مراقبي الأمم المتحدة في جورجيا ووجودها في جورجيا.

## روابط خارجية
- نص القرار في undocs.org